# Sericocoma shepperioides
Sericocoma shepperioides är en amarantväxtart som beskrevs av Schinz. Sericocoma shepperioides ingår i släktet Sericocoma och familjen amarantväxter. Inga underarter finns listade i Catalogue of Life.